# 瑞恩·塔拉麥

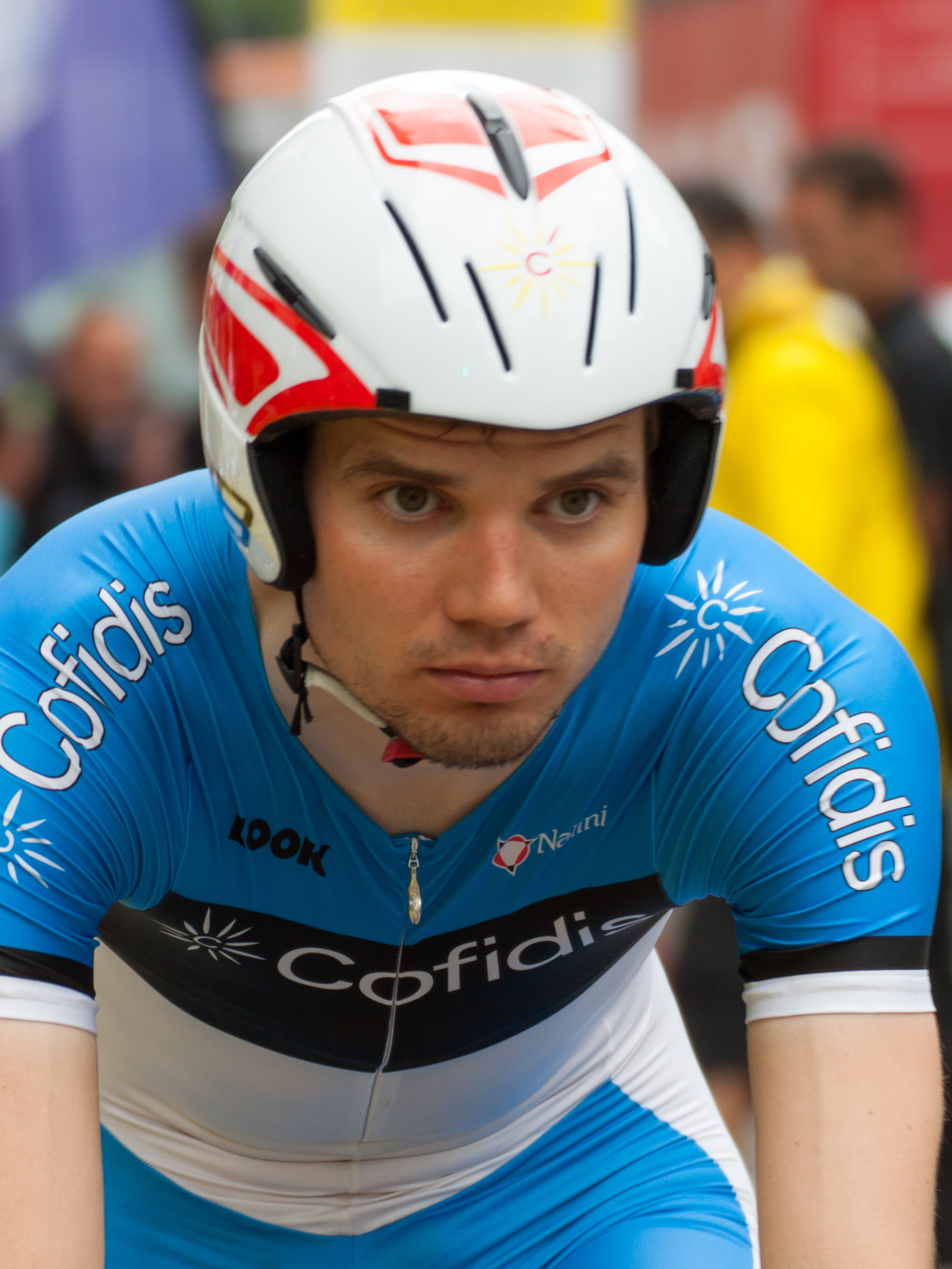

瑞恩·塔拉麥（Rein Taaramäe，1987年4月24日—）是愛沙尼亞的一位自行車運動員。他是阿斯塔納車隊的成員，參加UCI巡迴賽的比賽。他在2008年轉為職業自行車車手，並且參加了這一年的北京奧運會。2014年，他加入阿斯塔納車隊。